# Сінан Бакиш
Сінан Бакиш (тур. Sinan Bakış, нар. 22 квітня 1994, Тросдорф) — турецький футболіст, нападник клубу «Сарагоса».

## Клубна кар'єра
Вихованець німецького клубу Баєр 04. 
15 вересня 2013 дебютував у складі команди «Кайсеріспор» у матчі проти «Генчлербірлігі». За «Кайсеріспор» Сінан відіграв 23 гри в яких забив три голи.
Влітку 2016 перейшов до іншого турецького клубу «Бурсаспор» за який відіграв два сезони.
Через два роки нападник перебрався до австрійської команди «Адміра Ваккер», де став гравцем основного складу, провівши за два роки 52 матчі та відзначився 16-ма голами.
Влітку 2020 Сінан перейшов до нідерландського клубу «Гераклес». 12 січня 2021 форвард вперше зробив хет-трик у кар'єрі в матчі проти клубу «Еммен».
1 вересня 2022 року Бакиш уклав однорічну угоду з клубом «Андорра».
5 липня 2023 року турецькйи нападник підписав трирічний контракт з іспанським клубом «Сарагоса».
27 серпня 2024 року на правах оренди перейшов до польського клубу «Гурник» (Забже).

## Виступи за збірну
У складі юнацької та молодіжної збірної Туреччини Сінан виступав на юнацькому чемпіонаті Європи 2013 року та молодіжній світовій першості 2013 року.